# Protodejeania pachecoi
Protodejeania pachecoi är en tvåvingeart som beskrevs av Charles Howard Curran 1947. Protodejeania pachecoi ingår i släktet Protodejeania och familjen parasitflugor.
Artens utbredningsområde är Guatemala. Inga underarter finns listade i Catalogue of Life.